# Cathartes Aura
Cathartes Aura (Truthahngeier) ist eine seit 2019 aktive Funeral- und Atmospheric-Doom-Band.

## Geschichte
Cathartes Aura ist als Band gegründet worden, um eine Geschichte über Zyklen des Lebens und Sterbens „in einer Zeit des Chaos“ musikalisch umzusetzen.
Im Jahr 2019 erschien das Live aufgenommene Demo der Band, das die Gruppe als einen „der interessantesten Newcomer der jüngeren Vergangenheit in der Szene“, präsentierte. Die Band aus Oregon nahm in der Live-Version Teile des Materials vorweg, das in das selbstbetitelte, Debüt im folgenden Jahres einfließen sollte. Stefano Cavanna nannte die Debüt in seiner Genre-Enzyklopädie Il suono del Dolore. Trent’anni di Funeral Doom. ein „atemberaubend schönes Stück, das auch zeigt, wie sehr sich die Band dem Genre von seiner eher introspektiven Seite“ annähere, um „eine Interpretation von großartiger Tiefe“ zu liefern. “Metal Mark” Garcia besprach das Album für das Webzine Metal Temple als durchschnittliche Veröffentlichung eines progressiven und melodischen Death Doom, die mit zu langen aufbauten, trotz guter Ideen, Gefahr liefe, ihre Hörer zu langweilen.

## Stil
Cathartes Aura spielen einen Atmospheric-Doom-Stil zwischen Funeral- und Melodic Death Doom mit Elementen des Progressive Rock. Die Musik nutzt elegante Arpeggi, als Intonation der ruhigen Entfaltung ihres Klangs, mit ätherischen Gesangseinlagen, zum Teil von der Gastsängerin Tiffany „Brighid Wagner“ Holliday-Wagner von Poet dargebracht, rhythmischen Ausbrüchen, und melodischen Passagen.

## Diskografie
- 2019: Live: Impermanence (Live-Album, Selbstverlag)
- 2020: Cathartes Aura (Album, Selbstverlag)